# Lóránt Kovács
Lóránt Kovács (sinh 6 tháng 6 năm 1993) là một cầu thủ bóng đá România gốc Hungary thi đấu cho Szombathelyi Haladás.

## Sự nghiệp
Sinh ra ở Târgu Mureș, România, Kovács bắt đầu chơi bóng ở quê nhà. Sau đó anh chuyển đến Cluj-Napoca tại Ardealul Cluj và năm 2010 anh gia nhập Universitatea Cluj với các đồng đội khác. Năm 2012, anh được cho mượn đến đội hạng thấp hơn CSM Metalul Reșița nhưng vào cuối năm, anh trở về Universitatea Cluj.
Kovács ra mắt ở Liga I in may 2013, trong trận đấu trước FC Rapid București. Anh gia nhập Haladás vào tháng 1 năm 2016.